# Kepa Amuchastegui
Kepa Amuchastegui Eloizaga (Bogotá, 9 de diciembre de 1941-Bogotá, 27 de mayo de 2025) fue un actor, guionista y director colombiano.

## Primeros años y estudios
Nació el 9 de diciembre de 1941 en Bogotá, siendo hijo de inmigrantes vascos. Estudió Arquitectura en la Universidad de los Andes y entró al grupo de teatro de dicha casa de estudios, llegando luego a ser su director. Aunque completó su carrera de arquitecto no presentó la tesis ni se graduó, prefiriendo dedicarse a la actuación. 
Estuvo en París aprendiendo actuación en la Université Internationale du Théatre, posteriormente volvió al país a finales de 1968 y fundó el teatro La Mama. Viajó nuevamente al exterior, se formó y trabajó en la Royal Shakespeare Company en Londres y regresó de nuevo a Colombia en 1971.

## Trayectoria
Amuchastegui se dedicó por varias décadas al teatro, siendo reticente a entrar a ser parte del mundo de la televisión. A sus 42 años entró a ella como actor en La pezuña del diablo en 1983, y desde entonces desarrolló una amplia carrera artística no solo como actor sino también como director y guionista.
En teatro se destacó por su papel en la obra ¿Quién teme a Virginia Woolf? (1983), de la cual dijo reconocer como uno de sus personajes más memorables, así como su personaje en la serie Camelias al desayuno (1985), dirigida por Bernardo Romero Pereiro.
Como director se destacó especialmente por series de gran recordación, como La casa de las dos palmas (1990). Y como guionista con El Divino (1987), Garzas al amanecer (1989) y Perfume de agonía (1997), entre otras exitosas series.
Su papel de Roberto Mendoza en la popular telenovela Yo soy Betty, la fea (1999-2001) le valió gran recordación a nivel internacional.
Dentro de sus últimos trabajos se encuentran series creadas para plataformas digitales, como la serie Bolívar (2020) para Netflix (internacional) y Caracol Televisión, donde interpretó al artesano Gervasio; o también en la secuela Betty, la fea: la historia continúa (2024-) para Amazon Prime, en donde representó al fallecido personaje de Roberto Mendoza por medio de flashbacks y grabaciones. 
En 2021 su trayectoria fue reconocida en los Premios India Catalina con el galardón «toda una vida».

## Últimos años y fallecimiento
Amuchastegui fue noticia en 2024 cuando apareció en redes sociales y algunas entrevistas revelando que a pesar de su trayectoria artística se encontraba con dificultades económicas y buscaba trabajo, ya que no contaba con una pensión y solo lo llamaban para papeles temporales y secundarios. Reveló que continuaba escribiendo, pero sus libretos no habían alcanzado el interés de los canales de televisión hasta el momento. En sus últimos años se dedicaba a contar sus experiencias en su canal de YouTube.
En abril de 2025 anunció que había tenido que declinar la oferta de protagonizar la obra de teatro «El Padre» debido a que padecía de problemas urinarios, por lo que había tenido que someterse a una cirugía en diciembre de 2024 y su recuperación era más lenta de lo esperado.
Falleció el 27 de mayo de 2025 a las 11:11 p. m. a los 84 años de edad a causa de cáncer de vejiga, según informó su equipo a través de su cuenta oficial de Instagram.

## Filmografía

### Televisión
| Año       | Título                                           | Personaje                          |
| --------- | ------------------------------------------------ | ---------------------------------- |
| 2024      | Betty, la fea: la historia continúa              | Roberto Mendoza                    |
| 2024      | Rojo carmesí                                     | Khalil Fatat                       |
| 2023      | Viejitos en fuga                                 | Juan de la Cruz Sanclemente        |
| 2021-2022 | La nieta elegida                                 | Augusto Roldán                     |
| 2021      | Bicentenario: Anécdotas de voz a vos             | El mismo                           |
| 2020      | La reina de Indias y el conquistador             | Bartolomé de las Casas             |
| 2019      | Relatos Retorcidos: El Fantasma del Teatro Colon | Juan Bautista Robledo              |
| 2019      | 'Bolívar'                                        | Gervasio Sánchez de Luna           |
| 2019      | Cata Mestiza                                     | Luis                               |
| 2018-2019 | María Magdalena                                  | Emperador Tiberio                  |
| 2018      | Ingobernable                                     | Ramón Castells                     |
| 2018      | Garzón                                           | Padre Lerma                        |
| 2017      | La Nocturna                                      | Psicólogo de Pareja                |
| 2016-2017 | La ley del corazón                               | Alberto Silva                      |
| 2016      | El tesoro                                        | Dr. Matías Holguín                 |
| 2015      | Esmeraldas                                       | Roberto Barrera, Ministro de Minas |
| 2015      | Tiro de gracia                                   | Vicepresidente Restrepo            |
| 2014      | La selección                                     | Nick Jones                         |
| 2013      | La hipocondríaca                                 | Alfonso Pulido                     |
| 2010-2011 | A mano limpia                                    | Arturo Pizarro                     |
| 2011      | La bruja                                         | Presidente de Colombia             |
| 2010-2011 | La Pola                                          | Don Miguel Tacón                   |
| 2010      | Yo no te pido la luna                            | Vladimir Ivanov                    |
| 2009      | Todas odian a Bermúdez                           | Lorenzo Castillo                   |
| 2008      | Sin retorno                                      | Juancho                            |
| 2005-2006 | Lorena                                           | Ángel Márquez                      |
| 2004      | Punto de giro                                    | Saúl                               |
| 2003-2004 | Un ángel llamado Azul                            | Fortunato Luna                     |
| 2002      | Protagonistas De Novela                          | N/A                                |
| 1999-2001 | Yo soy Betty, la fea                             | Roberto Mendoza y Cifuentes        |
| 1997-1998 | La elegida                                       | José González de Quesada           |
| 1992-1993 | Puerta Grande                                    | Fermín Galdés                      |
| 1989      | Garzas al amanecer                               | Don Polo                           |
| 1988      | Los pecados de Inés de Hinojosa                  | Pedro Bravo de Rivera              |
| 1983      | La pezuña del diablo                             | Inquisidor Juan Mayorga            |
| 1982      | El sueño de una noche de verano                  |                                    |
|           | Camelias al desayuno                             |                                    |
|           | Testigo ocular                                   |                                    |
|           | Baal                                             |                                    |

## Director
| Año  | Título                          | Nota |
| ---- | ------------------------------- | ---- |
| 2013 | Aprendí a quererme              |      |
| 2006 | Amar para vivir                 |      |
| 2003 | Punto de giro                   |      |
| 2000 | Pobre Pablo                     |      |
| 2000 | Brujeres                        |      |
| 1999 | El Fiscal                       |      |
| 1997 | Perfume de agonía               |      |
| 1996 | Mascarada                       |      |
| 1995 | El manantial                    |      |
| 1992 | Puerta Grande                   |      |
| 1990 | La casa de las dos palmas       |      |
| 1989 | Garzas al amanecer              |      |
| 1988 | El visitante                    |      |
| 1987 | Vampiromanía                    |      |
|      | El sueño de una noche de verano |      |
|      | Cementerio de automóviles       |      |
|      | El escolta                      |      |
|      | Mi otra vida                    |      |
|      | El Infierno                     |      |
|      | Juegos siniestros               |      |
|      | El Divino                       |      |

### Libretista
| Año  | Título             | Nota |
| ---- | ------------------ | ---- |
| 1989 | Garzas al amanecer |      |
| 1997 | Perfume de agonía  |      |

### Productor
| Año  | Título           | Nota |
| ---- | ---------------- | ---- |
| 2008 | La dama de troya |      |
| 2000 | El fiscal        |      |

## Cine
| Año  | Título                                   | Personaje      |
| ---- | ---------------------------------------- | -------------- |
| 2020 | El olvido que seremos                    | Archbishop     |
| 2016 | Rebel Pope                               |                |
| 2011 | Burn Notice: The fall of Sam Axe         | Gov. Perez     |
| 2008 | La gente honrada                         | Padre de Vega  |
| 2006 | Al final del espectro                    | Álvarez Toledo |
| -    | Los fantasmas del DAS                    | -              |
| 1994 | Águilas no cazan moscas                  | Carpintero     |
| 1988 | Técnicas de duelo: Una cuestión de honor | Carpintero     |
| 1985 | El coleccionista                         |                |

## Teatro
| Año  | Título                                |
| ---- | ------------------------------------- |
| 1983 | ¿Quién teme a Virginia Woolf?         |
| -    | Rosencrantz y Guildenstern han muerto |

## Premios
- 2018 - Premios TV y Novelas. Premio toda una vida.
- 2021 -37° Premios India Catalina -  Premio Víctor Nieto a toda una vida